# ゲツサカ!
ゲツサカ!はJ SPORTSのヨーロッパサッカー連盟加盟主要国のリーグ戦の中継番組のレーベルである。

## 概要
これまでも「ゴジサカMONDAY」と銘打って、月曜日にプレミアリーグ（イングランド）を取り上げたが、2011年-2012年度シーズンより、J SPORTSではフランスの「リーグ・アン」、ロシアの「ロシアサッカー・プレミアリーグ」、オランダの「エールディヴィジ」の放映権を取得した。そこで毎週月曜日にJ SPORTS2を使い、それらヨーロッパ各国のサッカー主要リーグの注目カードを選び、試合の実況を送ることになった。
プレミアリーグについては「プレミアリーグ・ハイライト」も送る。なおそれらの試合は「デイリーサッカーニュース Foot!」月曜・火曜でも紹介する。